# José Humberto Quintero Parra
José Humberto Quintero Parra, venezuelski rimskokatoliški duhovnik, škof in kardinal, * 22. september 1902, Mucuchies, † 8. julij 1984.

## Življenjepis
22. avgusta 1926 je prejel duhovniško posvečenje.
7. septembra 1953 je bil imenovan za nadškof pomočnika Meride in za naslovnega nadškofa Achride; 6. decembra istega leta je prejel škofovsko posvečenje.
31. avgusta 1960 je bil imenovan za nadškofa Caracasa.
16. januarja 1961 je bil povzdignjen v kardinala in imenovan za kardinal-duhovnika Ss. Andrea e Gregorio al Monte Celio.
Upokojil se je 24. maja 1980.